# Las Vegas Raiders
Las Vegas Raiders este o echipă de fotbal american cu sediul în Paradise, Nevada, Statele Unite, care joacă în Divizia de Vest a Conferinței Americane de Fotbal (AFC) din National Football League (NFL).
Raiders și-au început operațiunile în 1960 în Liga Americană de Fotbal. Echipa a câștigat AFL o dată și Super Bowl de trei ori.
Echipa a avut sediul în Oakland până în 1982, apoi în 1982 echipa sa mutat la Los Angeles, unde a rămas până în 1995, când și-au relocat sediul la Oakland. În 2020, franciza s-a mutat în Las Vegas.
Raiders s-au alăturat noii ligi numită American Football League (AFL), pe un loc care a fost eliberat de proprietarii francizei Minneapolis-Saint Paul (care avea să devină Minnesota Vikings), care în cele din urmă hotărâseră să se alăture NFL.
Sezonul 1963 a adus sosirea în franciză a lui Al Davis, 33 de ani, care a fost angajat atât ca antrenor principal, cât și ca director general. Raiders au avut primul sezon cu un record pozitiv, cu un bilanț de 10-4. Al Davis a fost numit Antrenorul Anului AFL. În 1966, Al Davis devine președintele AFL și a contribuit substanțial la fuziunea AFL-NFL din 1970. Inițial, cele două ligi au mers în paralel, din 1966, fiind în mare parte independente, cu un draft comun și o mare finală, în care câștigătorii ligilor se ciocnesc în Super Bowl. De altfel, Raiders au câștigat în 1967 titlul AFL, dar au pierdut cu 33-14 meciul cu Green Bay Packers, echipa lui Vince Lombardi, în Super Bowl II. Au ajuns în finala AFL în 1968 și 1969 , dar au pierdut de ambele ori în fața eventualei câștigătoare al Super Bowl-ului, New York Jets și Kansas City Chiefs. În fuziunea ligilor din 1970, Raiders au fost plasați în AFC West.
În 1970, legendarul John Madden a devenit antrenorul principal al echipei, iar odată cu aceasta a venit epoca cea mai de succes pentru Raiders. Anul 1976 a adus prima victorie la Super Bowl pentru franciză, când au încheiat sezonul regulat cu un bilanț de 13-1. În finala campionatului AFC, ei i-au înfruntat pe Pittsburgh Steelers, pe care i-au învins cu 24-7. La Super Bowl XI, ei s-au confruntat cu Minnesota Vikings, triumfând cu 32-14.
Madden a părăsit echipa în 1979 și a fost succedat de Tom Flores, care este considerat primul antrenor principal hispanic din istoria NFL. Sub conducerea sa, echipa a câștigat Super Bowl XV în 1980 , adversarul lor fiind Philadelphia Eagles. Făcând acest lucru, au devenit prima echipă care a intrat în playoff ca „wild card” (adică nu câștigătoare de grupă) și a câștigat Super Bowl-ul.
Raiders au apărut în total cinci Super Bowl-uri și au câștigat de trei ori, în februarie 1977 (Super Bowl XI), februarie 1981 (Super Bowl XV) și februarie 1984 (Super Bowl XVIII). Cele două înfrângeri au venit în Super Bowl II în februarie 1968 și în Super Bowl XXXVII în februarie 2003.